# Iztapalapa (estación)
Iztapalapa es una de las estaciones que forman parte del Metro de Ciudad de México, perteneciente a la Línea 8. Se ubica al oriente de la Ciudad de México, en la alcaldía Iztapalapa.

## Información general
El icono de la estación representa al Sol, el icono hace referencia a la ceremonia del fuego nuevo celebrada en la demarcación. El nombre de la estación se debe a su cercanía con la sede oficial de la alcaldía Iztapalapa.
La estación se ubica entre la colonia El Santuario y el barrio de San Pablo, en el centro histórico de Iztapalapa.

## Patrimonio

### Murales
En esta estación se localiza el mural "Cosmos o la historia del principio" de Janitzio Escalera Coria. Realizado en cerámica policromada, ocupa una superficie de 9 metros cuadrados. El mural es similar a otro del mismo autor que se encuentra en el edificio de posgrado de la Universidad Autónoma Metropolitana Unidad Iztapalapa y que tiene imágenes relacionadas con la creación del universo.

## Afluencia
Con un total de 2,563,174 pasajeros que transitaron esta estación en 2014, la estación Iztapalapa se ubica como la estación 16 (de un total de 19) en número de usuarios totales al año. La siguiente tabla muestra el promedio de pasajeros por día:
| Tipo de día   | Afluencia promedio |
| ------------- | ------------------ |
| Día festivo   | 6,794              |
| Día laboral   | 7,450              |
| Fin de semana | 6,035              |
| Anual         | 7,022              |

La siguiente tabla muestra la afluencia de la estación en los últimos 10 años:
| Afluencia Anual de Pasajeros | Afluencia Anual de Pasajeros | Afluencia Anual de Pasajeros | Afluencia Anual de Pasajeros | Afluencia Anual de Pasajeros | Afluencia Anual de Pasajeros |
| ---------------------------- | ---------------------------- | ---------------------------- | ---------------------------- | ---------------------------- | ---------------------------- |
| Año                          | Afluencia                    | A Diario                     | Ranking                      | Incremento                   | Ref.                         |
| 2023                         | 3,591,111                    | 9,838                        | 122°/195                     | +5.48%                       | [ 4 ]                        |
| 2022                         | 3,404,518                    | 9,327                        | 123°/175                     | +39.33%                      | [ 5 ]                        |
| 2021                         | 2,443,580                    | 6,694                        | 123°/195                     | +2.65%                       | [ 6 ]                        |
| 2020                         | 2,380,510                    | 6,504                        | 141°/195                     | -42.51%                      | [ 7 ]                        |
| 2019                         | 4,140,807                    | 12,200                       | 145°/195                     | +4.33%                       | [ 8 ]                        |
| 2018                         | 3,969,098                    | 10,874                       | 147°/195                     | +9.47%                       | [ 9 ]                        |
| 2017                         | 3,625,823                    | 9,933                        | 153°/195                     | +10.98%                      | [ 10 ]                       |
| 2016                         | 3,267,242                    | 8,926                        | 156°/195                     | -4.58%                       | [ 11 ]                       |
| 2015                         | 3,424,030                    | 9,380                        | 143°/195                     | +6.08%                       | [ 12 ]                       |
| 2014                         | 3,227,677                    | 8,842                        | 146°/195                     | -26.88%                      | [ 13 ]                       |

## Conectividad

### Salidas
- Norte: Avenida Ermita-Iztapalapa, Barrio San Lucas.
- Sur: Avenida Ermita-Iztapalapa esquina Calle Enrique Corona Morfín, Barrio San Pablo.